# Jean-Paul Planchou
Jean-Paul Planchou, né le 22 avril 1948 à Gourdon (Lot), est un homme politique français, membre du Parti socialiste.

## Biographie
Étudiant en sciences politiques et sciences économiques, Jean-Paul Planchou entreprend une carrière d’économiste d’entreprise et de consultant (au Crédit lyonnais) à partir de 1973.
Membre du Parti socialiste depuis 1974, longtemps membre du CERES, puis de Socialisme et République, Jean-Paul Planchou est notamment premier secrétaire de la Fédération de Paris du PS. En 1991, il fait partie de ceux qui approuvent l'engagement de la France dans la Guerre du Golfe et rompt définitivement pour cette raison avec Jean-Pierre Chevènement.
Il est candidat, en 1981, dans le 20e arrondissement de Paris, face au candidat RPR Pierre-Marie Guastavino et au sortant communiste Lucien Villa. Arrivé largement en tête du premier tour, il bénéficie du désistement du député sortant et remporte le scrutin avec 58,4 % des voix.
En 1986, il se présente en Mayenne à l'occasion des législatives organisées selon un mode de scrutin proportionnel. La réaction locale est très violente et une liste dissidente - Socialisme et démocratie - se crée. Cette liste présente André Pinçon, maire de Laval, à la députation et une liste régionale menée par Claude Leblanc, maire de Mayenne. Jean-Paul Planchou est battu, André Pinçon emportant le troisième siège à la surprise générale, avec un score de 22,14 %.
Jean-Paul Planchou est élu député en Seine-et-Marne, pour la septième circonscription, entre 1988 et 1993.
Il est élu maire de Chelles en 1995 et réélu en 2001 et 2008.
Il est également élu au conseil régional d'Île-de-France depuis 1998 au sein duquel il préside le Groupe socialiste et apparentés.
En 2010, réélu au conseil régional d'Île-de-France, il devient vice-président chargé du développement économique, de l'emploi, des nouvelles technologies de l'information et de la communication, du tourisme, de l'innovation et de l'Économie sociale et solidaire.
Jean-Paul Planchou se représente à l'élection municipale de mars 2014 à Chelles mais la liste qu'il mène est battue par celle de Brice Rabaste (UMP) qui devient le nouveau maire.

### Vie privée
Il était le compagnon de Nicole Bricq.

## Mandats

### Mandats en cours
Conseil régional d'Île-de-France
- Conseiller régional de 1998 à 2021
- Vice-président du conseil régional d'Île-de-France, chargé du développement économique, de l'emploi, des Nouvelles technologies de l'information et de la communication, du tourisme, de l'innovation et de l'Économie sociale et solidaire entre 2010 et 2015

Communauté d'agglomération de Marne et Chantereine
- Conseiller communautaire depuis 2005

Commune de Chelles
- Conseiller municipal depuis 2014

### Mandats antérieurs
Assemblée nationale
- Député de la 31e circonscription de Paris de 1981 à 1986
- Député de la 7e circonscription de Seine-et-Marne de 1988 à 1993

Commune de Chelles
- Conseiller municipal de 1989 à 1995
- Maire de 1995 à 2014